# Сент-Юзаж (Кот-д’Ор)
Сент-Юзаж (фр. Saint-Usage) — коммуна во Франции, находится в регионе Бургундия. Департамент коммуны — Кот-д’Ор. Входит в состав кантона Сен-Жан-де-Лон. Округ коммуны — Бон.
Код INSEE коммуны — 21577.

## Население
Население коммуны на 2010 год составляло 1199 человек.
| 1962 | 1968 | 1975 | 1982 | 1990 | 1999 | 2010 |
| ---- | ---- | ---- | ---- | ---- | ---- | ---- |
| 989  | 1020 | 938  | 1086 | 1007 | 994  | 1199 |

## Экономика
В 2010 году среди 725 человек трудоспособного возраста (15—64 лет) 498 были экономически активными, 227 — неактивными (показатель активности — 68,7 %, в 1999 году было 67,5 %). Из 498 активных жителей работали 461 человек (268 мужчин и 193 женщины), безработных было 37 (16 мужчин и 21 женщина). Среди 227 неактивных 45 человек были учениками или студентами, 106 — пенсионерами, 76 были неактивными по другим причинам.